# Xinlong (köpinghuvudort i Kina, Hunan Sheng, lat 25,79, long 112,35)
Xinlong (kinesiska: 新隆) är en köpinghuvudort i Kina. Den ligger i provinsen Hunan, i den södra delen av landet, omkring 270 kilometer söder om provinshuvudstaden Changsha. Antalet invånare är 11 960. Befolkningen består av 5 726 kvinnor och 6 234 män. Barn under 15 år utgör 24,0 %, vuxna 15-64 år 64 %, och äldre över 65 år 10,0 %.
Runt Xinlong är det tätbefolkat, med 427 invånare per kvadratkilometer. Närmaste större samhälle är Longquan, 18,8 km nordväst om Xinlong. I omgivningarna runt Xinlong växer huvudsakligen savannskog.
Genomsnittlig årsnederbörd är 1 888 millimeter. Den regnigaste månaden är augusti, med i genomsnitt 273 mm nederbörd, och den torraste är oktober, med 37 mm nederbörd.